# Seigneurie de Sennecey-le-Grand

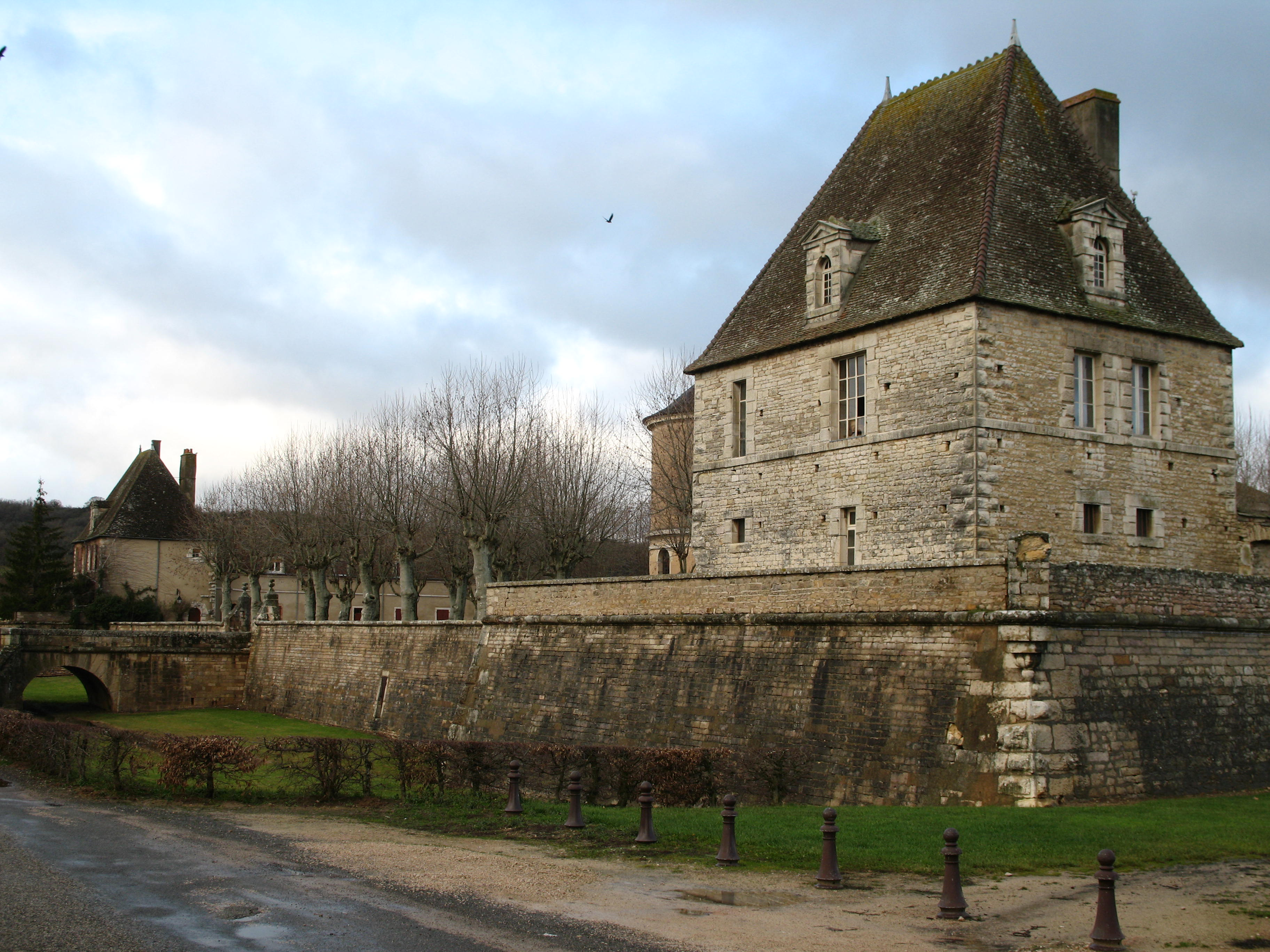
Le Château de Sennecey-le-Grand en 2008.

Famille noble française d'importance, tenant le château du même nom en Saône-et-Loire, la famille de Sennecey s'est distinguée par ses alliances avec les familles de Toulongeon, de Bauffremont, de Foix, de Vieux-Pont et d'Ailly. Le 12 mars 1777 la terre de Sennecey était achetée par Henriette Olivier de Viriville épouse d'Archambaud-Joseph de Talleyrand-Périgord. En 1824, le comte Antonin Claude Dominique Just de Noailles vendait le château à la commune de Sennecey, qui l'a fait démolir pour construire une église à son emplacement.

## Villa Siniciacus
La première mention de Sennecey se trouve dans le cartulaire de Saint-Marcel-lès-Chalon et dans la charte de confirmation des privilèges de ce monastère datée de 885. Sennecey y est nommé « Villa Siniciacus », plus tard il prendra le nom de « Senetiacum » puis de « Seneceyum » ou « Senesceyum ». Il faut attendre le XIe siècle pour trouver la trace d'un chevalier portant le nom de Sennecey et 1275 pour voir Guy de Sennecey mentionné sa « maison-forte de Sennecey »[pas clair]. À l'aube du XIIIe siècle il est probable que cette "maison-forte" ne protège qu'une petite bourgade, il est alors plutôt fait mention de Saint-Julien (situé à quelques centaines de mètres), qui possède déjà une chapelle que le roi mérovingien Gontran confie à l'abbaye de Saint-Marcel au VIe siècle : « Capellam in Siniciaco in honorem beati Juliani sacratam », et dans les chartes de l'époque Sennecey est toujours situé[pas clair] comme dépendant de la paroisse de Saint-Julien. La population de Sennecey reste longtemps faible ; en 1481 on compte 46 feux, ce qui équivaut à environ 230 habitants, et en 1688 on en dénombre 132, soit à peu près 660 habitants. 
Un autre lieu-dit est aussi mentionné par Guy de Sennecey, il s'agit de Sens lorsqu'il fait l'hommage à l'abbaye Saint-Philibert de Tournus de deux meix (habitation d’un cultivateur, jointe à autant de terre qu’il en faut pour l’occuper et le nourrir) situées près de Sens ainsi que de deux hommes avec leurs manses (quantité de terre que l'on peut cultiver avec deux bœufs dans le courant d'une année), dont l'un demeure près de Saint-Cyr et l'autre sur le territoire de Sens : « Specialiter recognoscimus etiam esse de feudo monasterii Trenorchiensis mansum vulgariter dictum mansum  de la Peurère, situm in parochia de Sancto Syrico, et duos mansos apud Sans, qui vulgariter nuncupantur Mansi ès monians, et duos homines apud Sans ».

## Tibert, miles de Sennecey
L'époque de l'érection de Sennecey en village est incertaine, peut-être s'agissait-il de fermes éparses qui petit à petit se regroupèrent sous la protection de la chapelle Saint-Julien dans le courant du VIe siècle. À la fin du XIe siècle une charte intitulée Carta de Oratorio, sive Siniciaco stipule qu'un nommé Durannus et son épouse Rannode donnent à l'abbaye de Saint-Marcel une terre située à Sennecey. Sans doute est-ce à cette époque que la « maison-forte » de Sennecey a été érigée et ensuite dirigée par Tibert de Sennecey alors désigné comme « miles », c'est-à-dire « porteur d'un fief ». Tibert devait déjà avoir une certaine influence dans cette région pour être appelé par le comte de Châlon Guy de Thiers dans l'acte de fondation de l'abbaye de La Ferté en 1113 aux côtés du duc de Bourgogne Hugues II.
Sennecey en ces temps-là se divisait en plusieurs territoires, ou « finages », eux-mêmes divisés en « climats » occupés par un « meix », qui correspondait à l'habitation d'un cultivateur ainsi que ses bâtiments agricoles et les terres qui en dépendaient. La population était donc très éparse sur un vaste territoire et se trouvait composée d'hommes « francs », c'est-à-dire « libres », et de « serfs » sous l'autorité d'un « miles » (en l'occurrence Tibert de Sennecey). Plus tard la communauté se regroupa en « commune » (« communitas ») ou « paroisse » (« parochia ») sous la direction de son curé (« rector ») et de quatre « prud'hommes » ("viri probi" qui donneront naissance plus tard aux échevins puis aux maires) qui servaient d'intermédiaire entre le seigneur et les habitants. Ainsi en 1326 c'est Eudes, curé de Saint-Julien, qui vient proposer un échange de terres à Marguerite de Frolois, dame de Sennecey, et à son jeune fils Guillaume II alors damoiseau.

## La commune de Saint-Julien
Signalée pour la première fois en 561 dans une charte du roi Gontran à l'intention de l'abbaye de Saint-Marcel, Saint-Julien n'est qu'une chapelle : « capellam in Siniciaco in honorem beati Juliani sacratam », il faut attendre 885 pour voir cet édifice devenir une église et être comprise dans un acte de donation à l'abbaye de Saint-Marcel. À l'orée du XIVe siècle la « commune » (« communitas ») de Saint-Julien existe  déjà mais il faut attendre 1444 pour voir l'apparition des délégués prémices des échevins qui parlent « pour eux et en leur nom, et se faisant forts pour la généralité des paroissiens ». À leur qualité s'ajoute la propriété d'une parcelle située au lieu-dit « le Clouzeaul » devant la léproserie. Dix-huit ans plus tard les délégués prennent pour titre « prodhommes et eschevins de la parochie de Saint-Julien ».

## Les bons barons
C'est durant le XIVe siècle que la terre de Sennecey devient une baronnie mais à partir de 1616 elle est érigée en marquisat en faveur d'Henri de Bauffremont-Sennecey. En ce XVIe siècle la seigneurie de Sennecey se voyait divisée en deux entités, celle de Sennecey proprement dite et appartenant à la famille de ce nom et celle de la Tour de Sennecey relevant alors des Gallois d'Arlay représentée alors par  Guillaume de Nanton. En 1674 la baronnie de Ruffey, qui était jusque-là indépendante de Sennecey et relevant de la Famille de Nanton, était annexée par Henri-François de Foix-Candale marquis de Sennecey.
La fortune des Bauffremont aidant, l'antique manoir de Sennecey se voit transformé de fond en comble dès 1592, une nouvelle enceinte est construite et borde un fossé plein d'eau, quatre bastions viennent la fortifier et une entrée monumentale est placée en avant du château. Ce dernier comprend des salles des fêtes et des appartements, à l'époque on en parle comme étant richement décoré et il est dit qu'on y voyait « un arsenal tout disposé avec un ordre fort magnifique les armes desquelles n'y en a sorte quelconque qui manque, tant qu'on use à présent que de celles qui estoient jadis en usage », on y trouve aussi « une librairie en une belle grand chambre acoustrée tout autour de grands pulpitres remplis de beaux livres et des plus rares en tous genres de sciences et disciplines », c'est dans cette pièce que Nicolas de Bauffremont-Sennecey recevait Pierre de Saint-Julien de Balleure, historien bourguignon, et Pierre Naturel, historien et archidiacre de Tournus.

## Droits et devoirs
Le droit de "retraire" ayant été accordé à tous les habitants de la seigneurie ainsi qu'à ses vassaux, non seulement les habitants de Sennecey pouvaient se réfugier au château en cas de péril, mais aussi ceux de Saint-Julien, de Sens, de Lafarge, de Vincelles, de Laives, de Vielmoulin, de Beaumont et de Marnay. En contrepartie les habitants devaient le guet et la garde au château, mais aussi en assurer les petites réparations : « tous les habitants du dit lieu, quels qu'ils soient, sont tenus de faire guet et garde au dit chatel, selon les ordonnances de Monseigneur le Duc, sans payer aucuns loyers des maisons estant en ladite place, et sont tenus lesdits habitants de faire en ladite place toutes menues réparations pour la fortification d'icelle, selon les ordonnaces, quand requis en seront par mon dit seigneur ou son capitaine ou chastelain didit lieu ».
Alors qu'au début de son existence la seigneurie de Sennecey devait rendre hommage à l'abbaye de Tournus par l'intermédiaire de son seigneur, cette cérémonie prit fin vers 1455 avec Jean III de Toulongeon. En effet celui-ci, devenant chambellan du duc de Bourgogne, se voit qualifié de « haut-justicier » et donc dégagé de son devoir de vassalité envers l'abbaye. Dans le même temps il reçoit l'autorisation d'élever vers la rue "Viel Moulin", alors qu'auparavant ils se trouvaient devant le château, le « signe de la haute justice, à trois piliers » de la part du duc ; avant cette date il n'était qu'à deux piliers, signe que les prédécesseurs de Jean III n'avaient que la qualité de gentilshommes hauts justiciers. 
La justice seigneuriale de Sennecey relevait de la châtellenie royale de Brancion, qui relevait elle-même du bailliage de Chalon et celui-ci du parlement de Dijon. Jusqu'alors la justice était rendue par des prévôts nommés par le duc de Bourgogne ; en 1124 c'est Bernard Girard qui occupe ce poste à Sennecey.

## L'étendue du fief
Le premier document qui fait mention du territoire de Sennecey est une charte de 1227 de Guy de Sennecey dans laquelle il fait hommage à Bérard, abbé de Tournus, de sa châtellenie. Celle-ci comprenait alors les terres s'étendant de la Grosne jusqu'à Tournus et de la Saône jusqu'à Laives. Par cet acte il se déclare donc vassal de l'abbaye mais se réserve la franchise de sa tour, nommée alors « domus » ou « portail devers midi », qui était la porte d'entrée flanquée de deux tours du château primitif de Sennecey. Parmi les possessions attachées à Sennecey figure le château de Saint-Cyr, les fiefs de Saint-Germain-des-Buis et de Saint-Julien, les villes de Marmay et de Chazaux. 
Au XVe siècle le baron de Bauffremont, alors seigneur de Sennecey, recevait l'hommage d'Huguette, veuve de Charles de Vuillafans, tenant en fief Saint-Léger et la Tour de Vuillafans. Le 9 mars 1576 « la Tour de Vuillafans » est incorporée aux possessions de Claude De Bauffremont-Sennecey : celui-ci va faire démanteler le donjon et incorporer les bâtiments dans le parc du château de Sennecey en 1592. Quelques années auparavant, le baron de Bauffremont avait ajouté les terres de Givry à ses domaines, qui se composaient du château de la ville et des terres de Dracy, de Cortiambles et de Russilly.
Avant d'être démantelée au XVIIIe siècle la terre de Sennecey se composait du marquisat du même nom, de la Tour de Vuillafans, du domaine de Vielmoulin, des terres de Varennes, Chasault, Marnay, de la baronnie de Ruffey, de la seigneurie de Laives, des seigneuries de Jugy, Vers et Scivolières ainsi que de la seigneurie de la ville et châtellenie royale de Cuisery et de la Serrée.

## Les édifices religieux des Sennecey

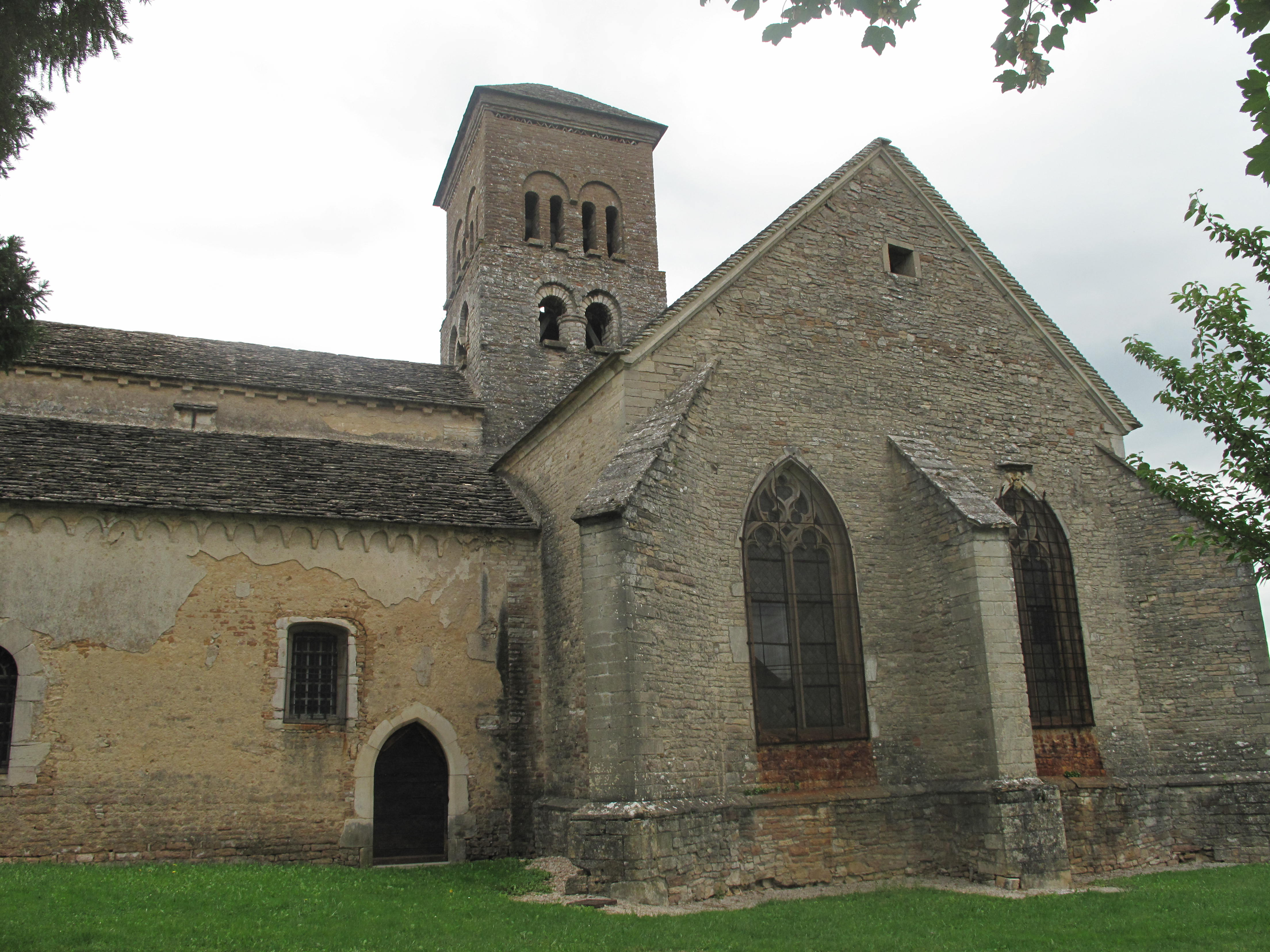
Église Saint-Julien.

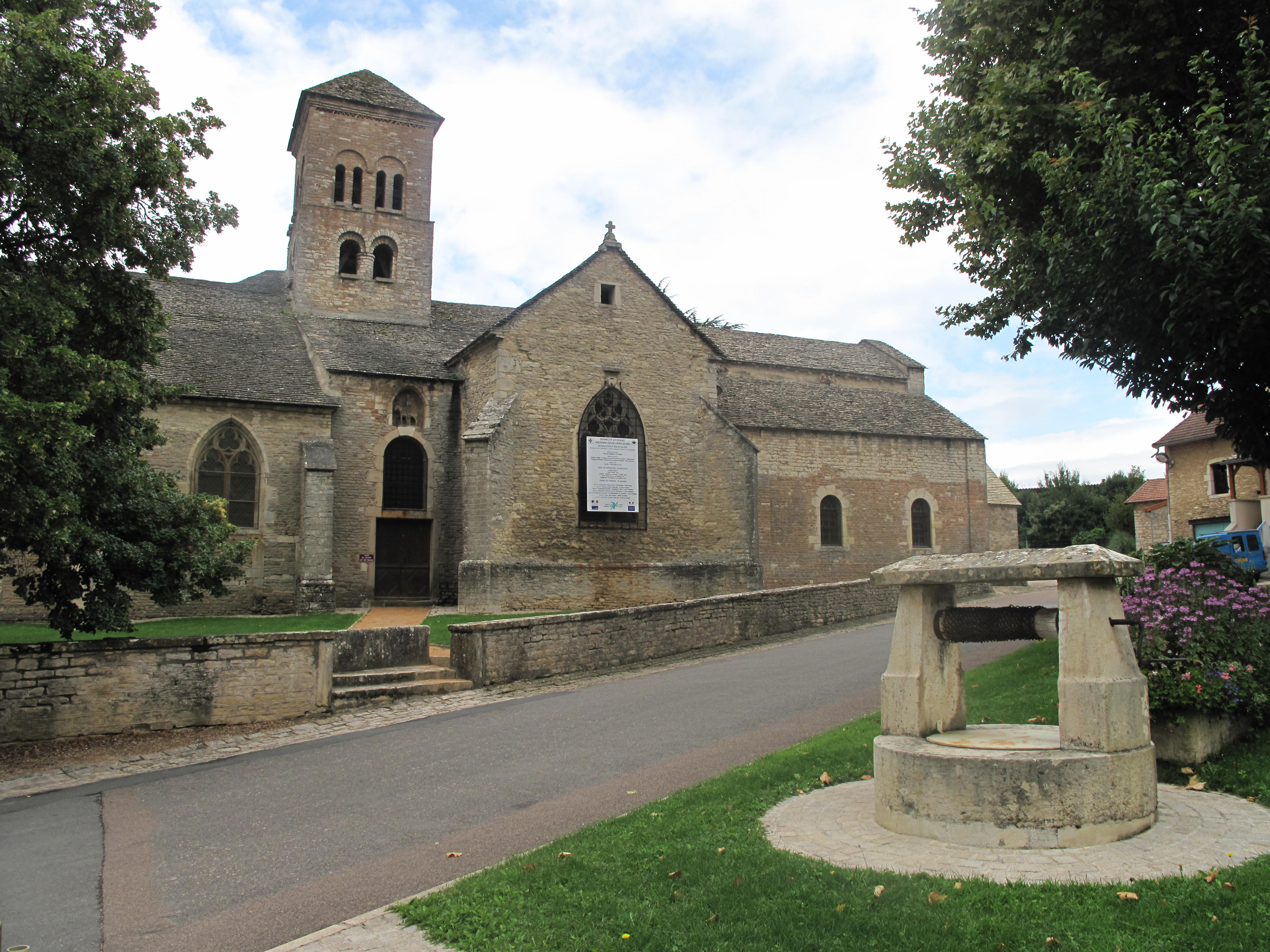
Église Saint-Julien.

L'église Saint-Julien : citée dès 561 la chapelle de Saint-Julien devient une église en 885. Se présentant sous la forme d'un chœur en cul-de-four, d'une nef à plein cintre, de collatéraux terminés eux aussi en culs-de-four et d'une tour carrée sur une coupole reposant sur quatre piliers carrés entre le chœur et la grande nef. Elle subira de profondes transformations au cours du XIVe siècle, le chœur prend une forme carrée à deux travées et à l'intersection des nervures de la première travée se trouve une clé de voute armoriée des armes de la famille des Saint-Seine « de gueules à trois jumelles d'or » alors seigneur de la Tour par le mariage de Charles de Saint-Seine avec Huguette de Vuillafans. Une sacristie voutée protège dans ses murs une pierre tombale datée du XIIIe siècle. Plusieurs chapelles complètent l'édifice :
- Celle dite de Vuillafans et appartenant aux anciens seigneurs de La Tour. Cette chapelle a sans doute été bâtie par les Gallois d'Arlay, prédécesseurs des Vuillafans, et seigneurs de la Tour de Sennecey, d'Étrigny et de l'Èpervier.
- Celle de Broard, fondée par Jean Broard issu d'une famille Bourgeoise de Sennecey.
- Celle de Ruffey ou de Lugny, édifiée par Claude de Lugny.

La chapelle de la Maison-Dieu : elle se situait en dehors du village de Sennecey non loin d'une ferme portant le même nom. Nommée primitivement « Maison-Dey » elle avait été fondée par Jacob Maison-Dey. Dans un titre de reprise de fief daté de 1390 il en est déjà fait mention car il est rappelé « quatre seillons de terre près des héritiers de Jean de la Maison-Dey ». En 1444 le descendant de Jean est nommé Jacob de la Maison-Dieu, nom qu'elle gardera jusqu'à sa rénovation en 1741 car elle menaçait de ruine.
La chapelle du Viel-Moulin : un hameau existait au lieu-dit Viel-Moulin qui faisait partie de la paroisse de Laives et une chapelle y fut érigée sous le vocable de Notre-Dame de Bon-Secours avant d'être sous celui de Saint-Benoit.
L'Ermitage : très proche de Sennecey existait l'église de Saint-Martin de Laives dépendant d'un prieuré déjà mentionné en 885, cette église avait été érigée tout à côté d'une chapelle prolongée de deux chambres et d'une petite cour fermée où logeaient deux ermites. L'un d'eux se nommait Claude Tivolet, il fut enterré dans ce lieu le 5 avril 1637 après y avoir vécu vingt-cinq ans. La date de fondation n'est pas certaine mais il semble que la chapelle datait de la fin du XVIe siècle est serait donc le fait de Charles-Roger de Bauffremont-Sennecey.

## Les hôpitaux des Sennecey
En 1481 il est fait mention d'un hospice à Sennecey, il avait été créé par Jehan Charensot, alors notaire du lieu, et se composait d'une maison et d'un oratoire. Sa présence est prouvée par un acte de cette même époque par lequel Clauda de Toulongeon, alors veuve de Jean de Bauffremont-Sennecey, impose à deux chapelains de la chapelle du château de dire deux messes par semaine à l'hospice. Un second bâtiment est érigé en 1690 par Charles Férotin, curé de Saint-Julien, et devait se situer vers l'intersection des actuelles routes de Jugy et de Ruffey. Enfin un troisième hospice sera fondé à Sennecey même à la fin du XVIIIe siècle par Claude Fèbvre, chanoine de l'église Saint-Vincent de Mâcon.